# Aleksander Szacki
Aleksander Szacki, ros. Алекса́ндр Владисла́вович Ша́цкий (ur. 19 lipca?/31 lipca 1890 w Kuźniecku, zm. 15 lipca 1957 w Leningradzie) – Polak, generał major służby medycznej Armii Czerwonej, generał brygady ludowego Wojska Polskiego.

## Życiorys
W 1908 skończył gimnazjum w Niemirowie, a w 1913 Akademię Wojskowo-Medyczną w Petersburgu. Po ukończeniu studiów rozpoczął służbę w Armii Imperium Rosyjskiego. Początkowo był młodszym lekarzem 3 pułku strzelców w Łodzi, a od 1914 starszym lekarzem.
W 1918 wstąpił do Armii Czerwonej. Wziął udział w wojnie domowej w Rosji. Później pełnił służbę w Klinice Chirurgii Ogólnej Akademii Wojskowo-Medycznej im. Kirowa w Leningradzie. W 1930 otrzymał tytuł docenta w tej klinice. W 1937 został zastępcą szefa katedry. W 1939 otrzymał tytuł profesora. W marcu 1943 został awansowany na pułkownika służby medycznej. W 1941 został szefem Katedry Wojskowej Medycyny Polowej, a w następnym roku szefem Katedry Chirurgii Szpitalnej.
29 marca 1944 został skierowany do służby w Armii Polskiej w ZSRR, a 6 kwietnia 1944 wyznaczony na stanowisko naczelnego chirurga 1 Armii WP, z którą przeszedł szlak bojowy. 30 grudnia 1944 Krajowa Rada Narodowa mianowała go generałem brygady. Po wojnie organizował służbę zdrowia WP. 16 stycznia 1946 zakończył służbę w WP i wrócił do ZSRR, gdzie był profesorem Wojskowej Akademii Medycznej im. Kirowa w Leningradzie.
Autor ponad 70 prac naukowych z dziedziny chirurgii i członek Towarzystwa Chirurgicznego w Leningradzie.

## Ordery i odznaczenia
- Krzyż Oficerski Orderu Odrodzenia Polski (1945)
- Order Krzyża Grunwaldu III klasy (11 maja 1945)[1]
- Order Lenina (1945)
- Order Czerwonego Sztandaru (1944)
- Medal „Za obronę Leningradu”
- Medal „Za zwycięstwo nad Niemcami w Wielkiej Wojnie Ojczyźnianej 1941–1945”
- Medal jubileuszowy „XX lat Robotniczo-Chłopskiej Armii Czerwonej”